# Mark Bowen
Mark Bowen (Neath, 1963. december 7. –) walesi válogatott labdarúgó.

## Nemzeti válogatott
A walesi válogatottban 41 mérkőzést játszott, melyeken 3 gólt szerzett.

## Statisztika
| Walesi válogatott | Walesi válogatott | Walesi válogatott |
| Időszak           | Mérk.             | gól               |
| ----------------- | ----------------- | ----------------- |
| 1986              | 2                 | 0                 |
| 1987              | 0                 | 0                 |
| 1988              | 2                 | 0                 |
| 1989              | 6                 | 1                 |
| 1990              | 1                 | 0                 |
| 1991              | 3                 | 0                 |
| 1992              | 8                 | 2                 |
| 1993              | 3                 | 0                 |
| 1994              | 4                 | 0                 |
| 1995              | 6                 | 0                 |
| 1996              | 5                 | 0                 |
| 1997              | 1                 | 0                 |
| Összesen          | 41                | 3                 |